# Vitrasi Pol·lió (cònsol)
Vitrasi Pol·lió (en llatí Vitrasius Pollio) va ser un magistrat romà del segle ii. Era descendent de Vitrasi Pol·lió, governador d'Egipte en temps de Tiberi.
Va viure en el regnat de Marc Aureli i el van nomenar cònsol dues vegades, la segona l'any 176 amb Marc Flavi Àper. La data del seu primer consolat no va quedar registrada. El senatusconsultum Vitrasianum mencionat al Digest, va ser segurament aprovat durant el seu període consular. Era probablement el pare de Vitràsia Faustina, assassinada per orde de Còmmode.